# FC Millwall
Der  FC Millwall (offiziell: Millwall Football Club), vormals „Millwall Rovers“ und „Millwall Athletic“ – auch bekannt als The Lions (die Löwen) – ist ein englischer Fußballverein im Südosten von London.

## Vereinsgeschichte
Der Club wurde im Sommer 1885 von schottischen Arbeitern der Konservenfabrik Morton Jam Factory, die Handelsschiffe mit Nahrung versorgte, gegründet. Die Vereinsfarben Blau und Weiß entsprechen denen der schottischen Nationalflagge. Der Name des Vereins leitet sich von den Millwall Docks in Millwall auf der Isle of Dogs ab.
Das Team spielt im 1993 eingeweihten Stadion The Den an der Zampa Road in Bermondsey, nachdem das alte Stadion, das einige hundert Meter weiter südlich lag, abgerissen worden war. Das neue Stadion, das bis 2007 offiziell „The New Den“ hieß, hat eine Kapazität von 20.146 Zuschauern und erlebte am 10. Januar 1994 im FA-Cup-Spiel gegen den FC Arsenal mit 20.093 Zuschauern den bisher größten Zuschauerzuspruch. In Anlehnung an ihr Vereinslogo wird die Mannschaft auch The Lions genannt.
Nach rund hundert Jahren in unteren Spielklassen war Millwall am Ende der Saison 1987/88 erstmals in die höchste englische Liga (damals First Division genannt) aufgestiegen. In seiner ersten Saison als Erstligist konnte sich der Verein gut behaupten und stand nach fünf Spieltagen sogar an der Tabellenspitze. Zu Saisonende belegte Millwall den zehnten Platz. In der folgenden Saison 1989/90 schafften die Lions nach anfänglich guten Ergebnissen am Ende nicht den Klassenerhalt und stiegen ab. Seitdem pendelte Millwall mehrmals zwischen der zweiten und dritten Spielklasse.
Einer der größten Erfolge war das Erreichen des FA-Cup-Finales am 22. Mai 2004. Unter der Führung von Dennis Wise verlor das Team 0:3 gegen Manchester United. Da sich die Red Devils jedoch für die Champions League qualifizierten, zog Millwall in den UEFA-Pokal ein. Dort verloren sie 2004/05 in der ersten Runde gegen den ungarischen Rekordmeister Ferencváros Budapest. Dies war der erste und bislang einzige europäische Auftritt des Vereins, ein für die Fans starker Kontrast zu den tristen Dienstagabenden in südenglischen Kleinstädten, die ein bekanntes Buch eines Millwall-Fans schildert (Barrie Stradling: Tuesday Night at Grimsby: Diary of a Millwall Masochist).
In der Saison 2014/15 stieg der Verein als Drittletzter der Football League Championship in die Football League One ab. 2015/16 verpasste Millwall durch eine 1:3-Niederlage im Playoff-Finale gegen Barnsley den Aufstieg in die Championship (2. Liga).
Am 20. Mai 2017 stieg Millwall nach einem 1:0-Sieg über Bradford im Endspiel der Qualifikationsrunde wieder in die zweite Liga (Championship) auf. Das Tor schoss Steve Morrison in der 85. Minute.
Am 4. Juli 2023 kam der Besitzer und Vorsitzende John Berylson bei einem Verkehrsunfall ums Leben. In seine Fußstapfen ist sein Sohn James getreten.

## Bekannte Spieler
Die bekanntesten Spieler, die für Millwall aufliefen, waren Alex Stepney (1963–1966), Teddy Sheringham (1984–1991), Tony Cascarino (1987–1990), Kasey Keller (1990–1996), Tim Cahill (1997–2004) und Harry Kane (2012, Ausleihe). Von vielen Fans als Idole betrachtet werden jedoch Ex-Spieler, die dem Verein stets loyal gegenüberstanden, immer hundertprozentigen Einsatz zeigten und körperbetont spielten, wie Harry Cripps, Barry Kitchener, Terry Hurlock, Keith Stevens und Neil Harris,  Rekordtorschütze und früherer Trainer des Vereins. Die bisher einzigen deutschen Spieler bei Millwall waren Uwe Fuchs (1995–1996) und Andreas Voglsammer (2022–2023).

## Fans und Hooligan-Szene
Der Verein rekrutiert seine Fans vor allem aus den ärmeren Stadtteilen im Süden und Südosten Londons. Der traditionelle Erzfeind ist West Ham United. Berüchtigt ist Millwall seit Jahrzehnten für seine unbändigen, lautstarken und oft gewaltbereiten Fans (z. B. die Millwall Bushwackers). Randale gab es am 2. Mai 2002 in der Umgebung des Stadions, nachdem Millwall ein Playoff-Heimspiel gegen Birmingham City um den Aufstieg in die Premier League mit 0:1 verloren hatte. Am 25. August 2009 kam es erneut zu heftigen Ausschreitungen im Rahmen eines Ligapokalspiels bei West Ham United. Das Spiel musste dreimal vom Schiedsrichter unterbrochen werden, da es zu Schlägereien auf den Rängen kam. In einer Messerstecherei nach Ende des Spiels und außerhalb des Stadions wurde ein Mann im Brustbereich verletzt. Das Hooligan-Image der Millwall-Fans kommt auch in den Filmen Hooligans (mit Elijah Wood); Hooligans 2, Rise of the Footsoldier und The Football Factory zum Ausdruck, in denen Anhänger von Millwall als äußerst brutal und gewaltsuchend dargestellt werden.
Im Umfeld des Terroranschlags in London am 3. Juni 2017 jedoch sorgte Roy Larner zumindest für einen kurzzeitigen Imagewechsel der sonst so gefürchteten Fans. Nachdem die drei islamistischen Attentäter wahllos auf mehrere Passanten eingestochen hatten, stellte Larner sich unbewaffnet den drei mit Stichwaffen ausgerüsteten Terroristen entgegen. Ihre „Islam! Islam!“-Rufe beantwortete er mit „Fuck you, I’m Millwall“ und wurde zum gefeierten Held der englischen Medien. So kommentierte Moderator Piers Morgan in seiner Sendung Good Morning Britain: „Es gibt Momente, da ist man froh, einen Millwall-Fan in der Nähe zu haben.“ Die schwedischen Sänger Anders Fridén und David Mortimer, die in Stockholm die Brauerei Frequency B.W. betreiben, brauten Larner zu Ehren ein neues Bier und gaben ihm den Namen Fuck you, I’m Millwall.
Am 5. Dezember 2020 geriet die Millwall-Anhängerschaft erneut in die Schlagzeilen. Vor einem Zweitliga-Spiel gegen Derby County wurde eine Solidaritätsbekundung der Spieler mit der Black-Lives-Matter-Bewegung durch lautstarke Buhrufe gestört.
Bekanntester Schlachtruf der Millwall-Fans ist: “No one likes us, no one likes us, no one likes us, we don’t care. We are Millwall, super Millwall, we are Millwall from The Den.” Es wird auf die Melodie von Rod Stewarts Lied „Sailing“ gesungen.

## Ligazugehörigkeit
- 1894–1920: Southern League
- 1920–1928: Football League Third Division
- 1928–1934: Football League Second Division
- 1934–1938: Football League Third Division
- 1938–1948: Football League Second Division
- 1948–1958: Football League Third Division
- 1958–1962: Football League Fourth Division
- 1962–1964: Football League Third Division
- 1964–1965: Football League Fourth Division
- 1965–1966: Football League Third Division
- 1966–1975: Football League Second Division
- 1975–1976: Football League Third Division
- 1976–1979: Football League Second Division
- 1979–1985: Football League Third Division
- 1985–1988: Football League Second Division
- 1988–1990: Football League First Division
- 1990–1992: Football League Second Division
- 1992–1996: Football League First Division
- 1996–2001: Football League Second Division
- 2001–2004: Football League First Division
- 2004–2006: Football League Championship
- 2006–2010: Football League One
- 2010–2015: Football League Championship
- 2015–2017: Football League One / EFL League One
- 2017–0000: EFL Championship